# استفان اودران
استفان اودران (فرانسوی: Stéphane Audran‎؛ زادهٔ ۸ نوامبر ۱۹۳۲- درگذشتهٔ ۲۷ مارس ۲۰۱۸) بازیگر فرانسوی بود. وی از سال ۱۹۵۷ میلادی تا مرگش مشغول فعالیت بود.
از فیلم‌ها یا برنامه‌های تلویزیونی که وی در آنها نقش داشته‌است می‌توان به ماده آهوان، زن بی‌وفا، جنون بورژوازی، جذابیت پنهان بورژوازی، نهایت خطر، مادلین و قفسی برای دیوانگان ۳: عروسی اشاره کرد.